# Tenguiz Kitovani
Tenguiz Kitovani (en géorgien : თენგიზ კიტოვანი), né le 9 juin 1938 et mort le 13 novembre 2023, est un homme politique géorgien et un commandant militaire engagé dans la Guerre civile géorgienne du début des années 1990.
Il commande la Garde nationale de Géorgie et sert de Ministre de la Défense, avant d'être petit à petit dégradé par Edouard Chevardnadze. Celui-ci arrive au pouvoir à Tbilissi à la suite de la demande de Kitovani après le coup d'État contre Zviad Gamsakhourdia de janvier 1992.

## Biographie

### Jeunesse et début
Né à Tbilissi en 1938, Tenguiz Kitovani est diplômé de l'Académie des Beaux-Arts de Tbilissi, avant de devenir professeur dans une école dans la ville de Tetritskaro, puis un peintre réputé, travaillant pour le Bureau d'État des Publicités de Tbilissi, entre 1967 et 1969. 
Tenguiz Kitovani entre dans la politique nationale au début de 1990, quand le mouvement nationaliste et indépendantiste atteint son apogée dans la Géorgie soviétique d'alors. 
Élu au Conseil Suprême de Géorgie la même année, Tenguiz Kitovani est proche de Zviad Gamsakhourdia, un ancien dissident soviétique qui devint alors Président du Presidium dudit Conseil Suprême, avant d'acquérir le titre de Président de Géorgie en 1991. 
En décembre 1990, Gamsakhourdia crée sur décret la Garde nationale de Géorgie, et nomme Tenguiz Kitovani au commandement. Toutefois, les deux hommes entrent en conflit en août 1991, quand le président renvoie Kitovani alors que la Géorgie entre dans une période de crise constitutionnelle. Tenguiz déclare que la décision est prise par les leaders du Putsch de Moscou qui sont influents dans le gouvernement du  président géorgien. Toutefois, il ne peut prouver ce qu'il avance et, avec quelques fidèles, quitte Tbilissi pour se retrancher dans la Gorge de Rkoni. 
Ceci marque le début de la fin de Gamsakhourdia, dont la politique inflexible pousse plusieurs de ses partisans dans l'opposition. 

### Coup d'État et guerre civile
La confrontation entre les factions pro- et anti-Gamsakhourdia dégénérèrent bientôt en une série de manifestations et d'incidents armés. Durant la même période,  Kitovani est rejoint par l'ancien Premier ministre Tenguiz Sigoua et le milicien Djaba Iosseliani. 
Une véritable guerre civile commence en décembre 1991, quand Zviad Gamsakhourdia se réfugie dans un bunker du Parlement de Tbilissi pour échapper à ses ennemis. Pour gagner plus facilement, il est dit (aussi bien par les partisans de l'ancien président que par Iosseliani) que Tenguiz Kitovani est aidé par les dernières troupes soviético-russes stationnées à Tbilissi dans son attaque contre le gouvernement. 
Gamsakhourdia est finalement forcé à l'exil, le 6 janvier 1992. Les dirigeants du coup d'État (Kitovani, Iosseliani et Sigoua) appellent alors l'ancien ministre des Affaires étrangères de l'Union soviétique, Edouard Chevardnadze, pour diriger le gouvernement provisoire de l'après-coup en mars 1992.
Dans ce nouveau partage du pouvoir avec Chevardnadze à la tête et Sigoua fermant la chaîne, Kitovani est nommé une nouvelle fois chef de la Garde nationale, avec une importante influence dans le gouvernement.
En mai 1992, Chevardnadze nomme Kitovani Ministre de la Défense dans le but de garder l'armée dans le giron de l'administration. Toutefois, Kitovani et Iosseliani ne veulent pas se soumettre entièrement à Chevardnadze. Ils engagent des actes sans le consentement du Président du Conseil d'État, et ce parfois au détriment de la sécurité de la Géorgie.

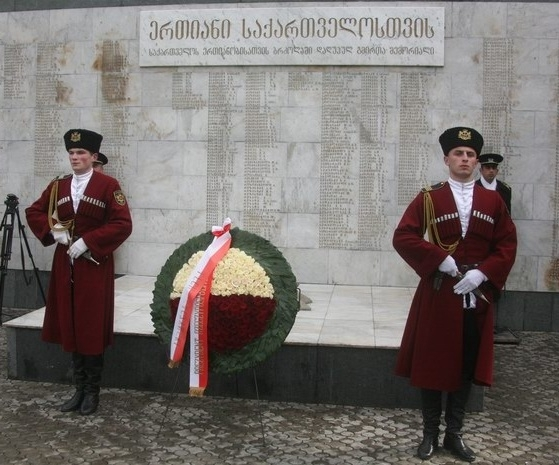
Mémorial de la guerre d'Abkhazie à Tbilissi.

La première et la plus visible de ces actions est décidée par Kitovani durant une opération militaire planifiée contre les partisans de Gamsakhourdia. Ceux-ci forment des poches de résistance armée en Géorgie occidentale et prennent en otage plusieurs officiels du gouvernement central. Durant la nuit du 13 août 1992, les forces de Kitovani pénètrent en République autonome d'Abkhazie, dont les leaders (aidés logistiquement par le Kremlin) ont engagé un processus vers le sécessionnisme, dans le but de rétablir le contrôle sur les chemins de fer de la région qui ont été sabotés par les « Zviadistes ». Et même si l'opération est un succès pour libérer les otages de l’emprise des rebelles, les troupes de Kitovani décident de se rendre jusqu'à Sokhoumi, la capitale abkhaze, pour obliger le chef des séparatistes Vladislav Ardzinba de s'exiler à Goudaouta.
Cette première victoire n’est malgré tout pas suffisante pour le Ministre de la Défense et, contre les demandes de Chevardnadze, l'armée géorgienne reste en Abkhazie.
Cet acte est le déclencheur d'une guerre de treize mois durant lesquels plus de 30 000 personnes (dont 25 000 Géorgiens) sont tués et 250 000 Géorgiens exilés de leurs terres. Une autre version de ces évènements existe en Géorgie. D'après celle-ci, la Russie (qui soutenait les séparatistes) aurait ordonné à Kitovani d'engager une opération militaire dans le but de perdre volontairement l'Abkhazie. Tenguiz aurait alors accepté en échange d'une promesse d'une nouvelle aide russe dans un coup d'État qui le placerait au pouvoir à Tbilissi. C'est ainsi que plus tard, Edouard Chevardnadze accusera son Ministre de la Défense d'avoir provoqué un conflit armé entre Soukhoumi et Tbilissi. Kitovani, de son côté, blâmera Chevardnadze de ne pas l'avoir aidé à lancer une offensive contre Goudaouta, offensive qui aurait permis de capturer Ardzinba et changer le cours de la guerre. Par ailleurs, le successeur de Chevardnadze au pouvoir de Tbilissi, Mikhail Saakachvili, accusera Kitovani d'avoir perdu l'Abkhazie et le traitera d'« agent russe ».

### Conflit avec Chevardnadze
Durant la guerre en Abkhazie, Kitovani développe un pouvoir rivalisant avec celui du chef de l'État légitime, ne laissant que les Affaires étrangères dans le portefeuille de Chevardnadze. En octobre 1992, le commandant se présente aux élections parlementaires géorgiennes et est élu dans le district de Bolnissi. Après ces élections (qui voient E. Chevardnadze devenir Président du Parlement), l'ancien ministre des Affaires étrangères de l'URSS tente de remplacer Kitovani de son poste de Ministre de la Défense par le Général Anatoli Kamkamidze, mais n'y réussit pas. Toutefois, à la suite de nombreuses accusations de tentatives de coup d'État, le chef de l'armée est remplacé par Guia Karkarachvili en mai 1993. Mais Kitovani réussit à garder une certaine influence parmi le hauts cercles du gouvernement, notamment grâce à son contrôle sur la « mafia énergique » géorgienne et à ses relations spéciales avec son ancien homologue russe Pavel Grachev.

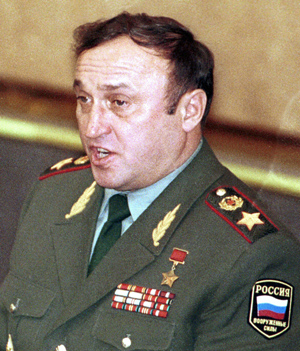
Pavel Grachev, ministre russe de la Défense et puissant allié de Tenguiz Kitovani.

Toutefois, Chevardnadze exploite la défaite militaire en Abkhazie pour miser sur une implosion des groupes paramilitaires géorgiens et leurs leaders. Après que la rébellion pro-Gamsakhourdia soit matée à l'aide de l'armée russe en décembre 1993, Edouard Chevardnadze devient capable de consolider son pouvoir et de priver Kitovani et Iosseliani de leur influence sur la politique de sécurité nationale.
Après avoir passé quelque temps en Russie, Tenguiz Kitovani retourne à Tbilissi et, avec Tenguiz Sigoua et Boris Kakoubava (chef d'une faction de déplacés internes géorgiens d'Abkhazie), fonde le Front national pour la Libération de l'Abkhazie (FNLA) durant l'automne 1994.
Le 13 janvier 1995, Tenguiz Kitovani, avec le support de Tenguiz Sigoua, mène une force de quelque 700 hommes armés dans une marche contre l'Abkhazie. Ils sont stoppés par la police géorgienne et arrêtés. Tenguiz Kitovani est poursuivi pour organisation d’une force armée illégitime et est emprisonné pour huit ans en octobre 1996. Il reste durant quatre ans en prison et est gracié par Chevardnadze sur des bases médicales le 22 mai 1999.

### Exil
Au début des années 2000, Tenguiz Kitovani vit à Moscou, d'où il critique vivement à plusieurs occasions le gouvernement de Chevardnadze. En février 2002, il répond scandaleusement au mystérieux suicide de Nougzar Sadjaïa, un proche allié de Chevardnadze, l'influent président du Conseil de Sécurité nationale de Géorgie. Il déclare que Sadjaïa était un homosexuel et qu'il avait ordonné en 2001 le meurtre du journaliste Guiorgui Sanaïa. Plus tard cette année-là, Kitovani accuse le président géorgien d'être derrière le récent assassinat de l'homme d'affaires et ancien footballeur Kakhi Assatiani. Il supporte également les prétentions russes quand quelque 700 combattants rebelles tchétchènes passèrent l'hiver dans la Gorge de Pankissi en Kakhétie. Il prétend également que le général russe Guennadi Chpigoun, prétendument capturé et assassiné en Tchétchénie en 1999-2000, fut en fait pris en otage dans la Gorge de Pankissi et tué là-bas. Son corps aurait plus tard été ramené en Tchétchénie. Toutefois, le gouvernement géorgien réfute toutes ces affirmations. 
Plus tard, le procureur général géorgien Nougzar Gabritchidze prétendit que Tenguiz Kitovani entra en contact avec les vétérans géorgiens qui tentèrent d'organiser une mutinerie le 23 mars 2003. Toutefois, l'ancien ministre de la Défense géorgien refuse à son tour les allégations.

## Sources
- Jonathan Wheatley (2005), Georgia from National Awakening to Rose Revolution: Delayed Transition in the Former Soviet Union. Ashgate Publishing.
- Bruce Parrott (1995), State Building and Military Power in Russia and the New States of Eurasia. M.E. Sharpe.
- Karen Dawisha, Bruce Parrott (1997), Conflict, Cleavage, and Change in Central Asia and the Caucasus. Cambridge University Press.
- David Darchiashvili, « "Georgian Defense Policy and Military Reform" »(Archive.org • Wikiwix • Archive.is • Google • Que faire ?), in: Bruno Coppieters (2005), Statehood and Security: Georgia After the Rose Revolution. MIT Press.